# Xuvia (stacja kolejowa)
Xuvia (gal. Xuvia, hiszp. Jubia) – stacja kolejowa kolei wąskotorowej FEVE w Narón, w Galicji, w Hiszpanii.
| Xuvia                         |  |                             |
| Linia Ferrol – Gijón (7,7 km) |  |                             |
| O Pontoodległość: 1,4 km      |  | Ferrerías odległość: 1,7 km |